# سیارک ۳۶۰۶۰
سیارک ۳۶۰۶۰ (به انگلیسی: 36060 Babuska، نامگذاری:1999RM43) سی و شش هزار و شصتمین سیارک کشف شده‌است که در ۱۴ سپتامبر ۱۹۹۹ کشف شد.